# Морской путь Святого Лаврентия
Морско́й путь Свято́го Лавре́нтия (англ. Saint Lawrence Seaway, фр. Voie maritime du Saint-Laurent) — система шлюзов, каналов и протоков, позволяющая океанским кораблям проплывать из Атлантического океана до североамериканских Великих озёр вплоть до Верхнего озера. С юридической точки зрения он начинается в Монреале и заканчивается в озере Эри, включая Уэллендский канал. Морской путь назван по реке Святого Лаврентия, по которой он проходит от озера Онтарио до Атлантического океана. Эта часть морского пути не является непрерывным каналом, а состоит из участков судоходных протоков в реке, нескольких шлюзов и каналов для обхода порогов и дамб на пути. Несколько шлюзов обслуживается канадской Saint Lawrence Seaway Management Corporation, а остальные — американской Saint Lawrence Seaway Development Corporation.

## История

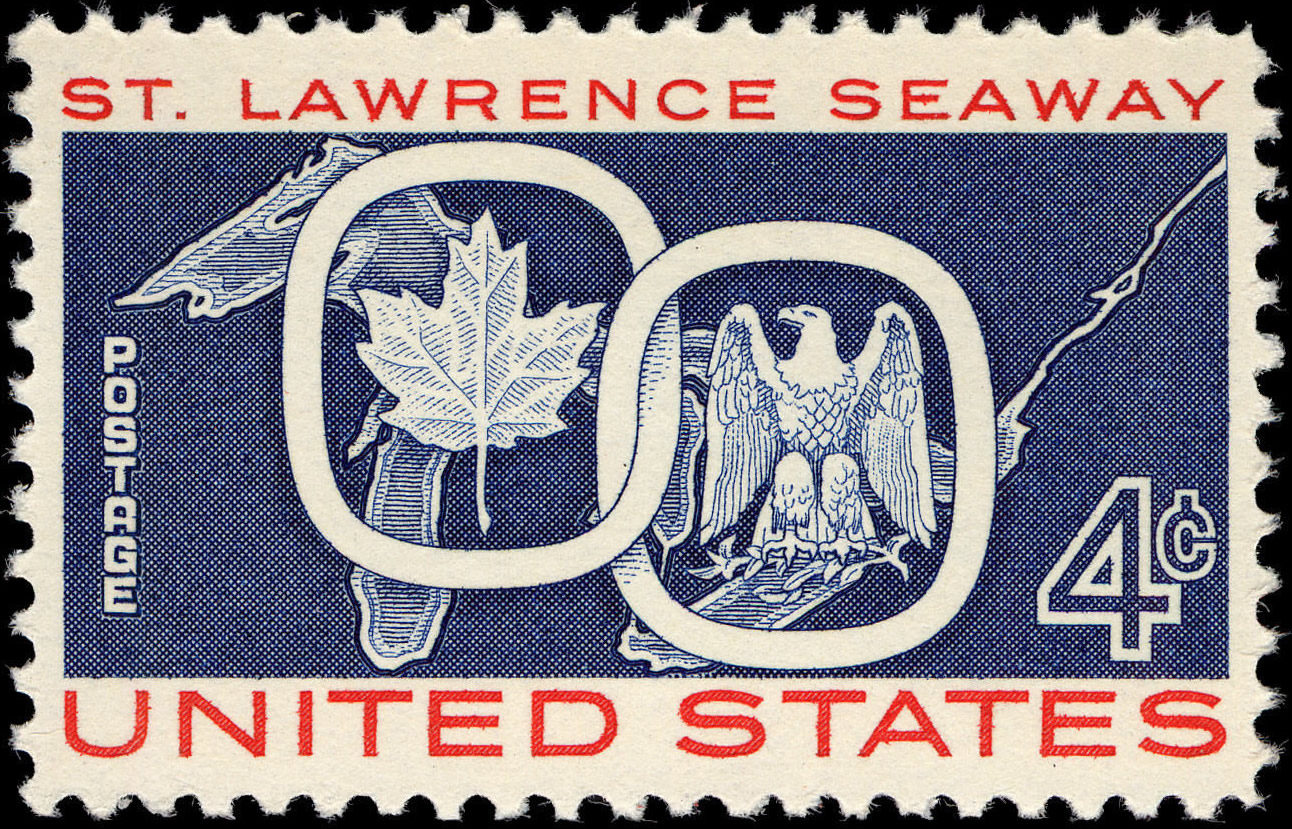
Американская версия марки, посвященной совместному строительству морского пути Святого Лаврентия, 1959 год.

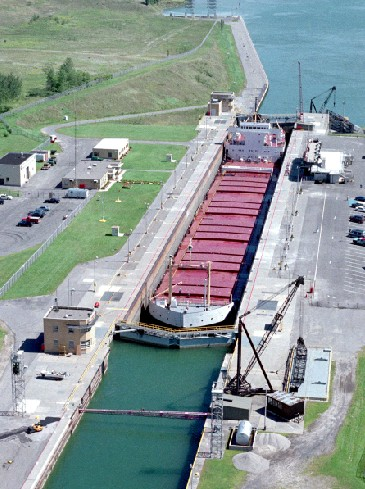
Шлюз Эйзенхауэра в Массене

До морского пути Святого Лаврентия в регионе существовало несколько других каналов. В 1871 году шлюзы на реке Святого Лаврентия позволяли проходить кораблям длиной в 57 м, шириной 13,56 м и с осадкой 2,7 м. В то же время Уэллендский канал позволял проходить через него судам длиной в 43 м, шириной 7,9 м с осадкой 3 м, но этого обычно не хватало для прохода крупных океанских кораблей.
Первые предложения о двустороннем глубоководном водном пути вдоль реки Святого Лаврентия появились в 1890-е годы. В последующие десятилетия от водного пути стала неотделима идея строительства электростанции: различные правительства считали, что протоки морского пути были реализуемы лишь при создании водохранилища при гидроэлектростанции. Американские предложения о развитии вплоть до Первой мировой войны находили мало интереса у канадского федерального правительства. Но уже в начале 1920-х годов оба центральных правительства одобрили план строительства пути Святого Лаврентия, также рекомендованный в отчёте Вутена — Боудена и Международной объединённой комиссией. Хотя либерал Макензи Кинг и сопротивлялся развитию проекта, отчасти из-за неприятия его в Квебеке, в 1932 году обе страны подписали договор. Этот договор не был одобрен Конгрессом США. Последующие попытки добиться соглашения в 1930-е годы сводились к нулю, так как против него выступали онтарийское правительство Митчелла Хепберна вместе с Квебеком. К 1941 году президент Рузвельт и премьер-министр Кинг заключили договор, не требующий утверждения сената, о строительстве совместных гидротехнических и навигационных сооружений, но он снова не был одобрен Конгрессом. Предложениям о морском пути в США сопротивлялись железнодорожные и портовые лоббисты.
В послевоенные годы предложения по введению пошлин по-прежнему не позволяли Конгрессу США одобрить этот проект. Находясь в нетерпении, в условиях, когда Онтарио испытывала большую нужду в гидроэлектроэнергии, Канада решила «взяться за это дело в одиночку». Идея овладела умами канадцев и вызвала волну народного национализма на реке Святого Лаврентия. Чувствуя эту поддержку, канадское правительство Луи Сен-Лорана в 1951—1952 годах решило построить водный путь самостоятельно, совместив проект электростанции (которая перешла бы в совместное подчинение Онтарио и Нью-Йорка, так как её дамба изменила бы уровень воды, что требовало двустороннего сотрудничества). Однако администрации Трумэна и Эйзенхауэра посчитали угрозой национальной безопасности канадский односторонний контроль над глубоководным путём и стали использовать различные способы вроде отсрочек и задержки при выдаче разрешения от Федеральной комиссии по энергетике, пока в начале 1954 года Конгресс не одобрил роль американского морского пути в законе Уайли. Канада, беспокоясь о последствиях двусторонних отношений, с неохотой согласилась с этим.
В США доктор Н. Р. Данелян (директор Службы морского пути Святого Лаврентия в Министерстве судоходства США в 1932—1963 годах) сотрудничал с государственным секретарём США по вопросам канадско-американского морского пути и 15 лет работал над принятием Закона о морском пути. Позднее он стал президентом ассоциации Великих озёр и реки Святого Лаврентия для продвижения интересов развития морского пути для процветания центрального района США.